# Salze-Glimketal
Das Gebiet Salze-Glimketal ist ein 1997 durch das Regierungspräsidium Detmold ausgewiesenes Naturschutzgebiet (NSG-Nummer HF–035) in den nordrhein-westfälischen Städten Vlotho im Kreis Herford sowie Bad Salzuflen im Kreis Lippe in Deutschland.

## Lage
Das rund 51 Hektar große Naturschutzgebiet Salze-Glimketal gehört naturräumlich zum Lippischen Bergland. Seine drei Teilflächen erstrecken sich entlang der namensgebenden Salze zwischen dem Vlothoer Ortsteil Exter im Norden und der Loose im Süden sowie entlang der Glimke zwischen dem Vlothoer Ortsteil Eichholz und ihrer Mündung in die Salze.

## Beschreibung
Das Naturschutzgebiet wird als verzweigtes Talsystem der Salze und der Glimke, das in teilweise breiten Bachauen eine Vielzahl unterschiedlich ausgeprägter Grünland- und Waldbestände birgt, beschrieben. Hauptsächlich Erlen, Eschen und Weiden fassen die teils naturnah mäandrierenden, auf einigen Abschnitten begradigten Bachläufe ein, stellenweise sind auch lückige Weiden-Gebüsche bzw. flächenhaft bachbegleitende Auwälder erhalten.

## Schutzzweck
Wesentlicher Schutzzweck ist der Erhalt und die ökologische Optimierung einer naturnahen Bachauenlandschaft mit großer Biotoptypenvielfalt wie näandrierenen Bachläufen, teils vernässten Grünlandflächen, Brachen und Auwaldrelikten. Das vor allem aufgrund seiner Vielfalt an naturnahen Biotoptypen wertvolle Talsystem hat als weitreichend verzweigtes Landschaftselement besondere Funktion im regionalen Biotopverbund.

## Biotoptypen
Folgende Biotoptypen sind im Naturschutzgebiet Salze-Glimketal bezeichnet:
| - Bachbegleitender Erlenwald - Bachmittellauf im Mittelgebirge - Bachoberlauf im Mittelgebirge - Birkenwald - Brachgefallenes Nass- und Feuchtgrünland - Eichen-Buchenmischwald | - Eichen-Hainbuchenmischwald - Fettwiese - Grünlandbrache - Nass- und Feuchtweide - Röhrichtbestand hochwüchsiger Arten - Stehendes Kleingewässer |

## Flora und Fauna

### Flora
Aus der schützenswerten Flora sind folgende Arten (Auswahl) zu nennen:
- Adlerfarn (Pteridium aquilinum (subsp. aquilinum))
- Knoblauchsrauke (Alliaria petiolata)
- Kohldistel (Cirsium oleraceum)
- Kriechende Quecke (Elymus repens)
- Kriechender Hahnenfuß (Ranunculus repens)
- Wellenblättriges Katharinenmoos (Atrichum undulatum)

### Fauna
Aus der schützenswerten Fauna sind folgende Spezies zu nennen:
- Gebänderter Feuersalamander (Salamandra salamandra terrestris)
- Gemeiner Grashüpfer (Chorthippus parallelus)
- Gewöhnliche Strauchschrecke (Pholidoptera griseoaptera)
- Sumpfrohrsänger (Acrocephalus palustris)